# ويليام هيل (مخرج)
ويليام هيل (بالإنجليزية: William Hale)‏ هو مخرج أمريكي، ولد في 11 يوليو 1934 في روما في إيطاليا.

## وصلات خارجية
- ويليام هيل على موقع IMDb (الإنجليزية)
- ويليام هيل على موقع روتن توميتوز (الإنجليزية)
- ويليام هيل على موقع ألو سيني (الفرنسية)
- ويليام هيل على موقع أول موفي (الإنجليزية)
- ويليام هيل على موقع قاعدة بيانات الأفلام السويدية (السويدية)
- ويليام هيل على موقع قاعدة بيانات الفيلم (الإنجليزية)
- ويليام هيل على موقع كينوبويسك (الروسية)